# Zwartmaskeragapornis
De zwartmaskeragapornis, (Agapornis personatus) is een dwergpapegaai die omstreeks 1885 werd ontdekt in Noordoost-Tanzania.

## Kenmerken
De zwartmaskeragapornis is overwegend groen gekleurd waarbij de vleugeldekveren een nuance donkerder zijn dan de rest van het lichaam. Verder heeft deze vogel een pikzwarte kop, een dieprode snavel en een gele borst- en nekband. De poten zijn grijs en de kleur van de nagels varieert van zwart tot lichtgrijs. Daarnaast bestaan er door voortdurende kunstmatige selectie een groot aantal kleurvormen die als kooivogel worden gehouden.

## Leefwijze
Het voedsel bestaat voornamelijk uit graszaden en bessen die ter plaatse te vinden zijn.

## Voortplanting
De zwartmaskeragapornis nestelt in holle bomen. Net zoals bij andere dwergpapegaaien worden de eieren om de dag gelegd en in ongeveer 23 dagen bebroed.

## Verspreiding en leefgebied
Het leefgebied van deze dwergpapegaai bevindt zich in het noorden en midden van Tanzania, zo'n 80 kilometer van het Victoriameer (het grootste meer van Afrika). Het woongebied is savanne of dor grasland met bomen en struiken net als Fischers agapornis (A. fisheri).